# Ада (мост)
Ада (на сръбски: Мост на Ади или Most na Adi) е вантов мост над река Сава в Белград, Сърбия. Мостът пресича върха на остров Ада Циганлия, свързвайки общините Чукарица и Нови Белград. Пилонът на моста е разположен на върха на острова, който е подсилен с големи количества бетон и е леко разширен, за да осигури по-здрави основи. Строителството започва през 2008 г. и мостът е открит на 1 януари 2012 г. Прилежащите пътища са завършени през 2013 г.
Веднага след като дизайнът е обявен, той поляризира както професионалистите, така и политиците. Тези, които подкрепят моста, твърдят, че той е най-красивият и най-функционалният от всички белградски мостове, докато противниците го наричат мегаломански, твърде скъп и ненужен. И все пак, след откриването му през 2012 г., мостът се превръща в един от символите на града и „неизбежен декор в музикални клипове и филми“, но също и във видеокарти, реклами и др. Определят го като „най-представителния мост в столицата“.

## Разположение
Мостът Ада е най-горният белградски мост над река Сава в рамките на градската зона. Мостът осигурява единствената пряка връзка между общините Нови Белград (Блокови) и Чукарица (Баново Бърдо). Пилонът на моста се намира на върха на остров Ада Циганлия.

## История
През 1923 г. архитект Джордже Ковалевски създава първия план за урбанизация на района, който предвижда мост над Ада Циганлия. Първоначалната идея за това, което днес е известно като полуоколовръстен път на Белград, към който мостът е важна част, се създава по това време. Този път е част от няколко плана под различни имена като Главен околовръстен път, Напречен път, Източна тангента, всеки с малко по-различни маршрути. Всички планове имат едно общо нещо: мостът Ада Циганлия. В ранните планове мостът е поставен по-близо до езерото, докато окончателният проект поставя моста на самия връх на острова поради екологични опасения за езерото.
След Втората световна война, когато Белград остава без никакви магистрални мостове над Сава, този маршрут няма предимство, тъй като по-тесните и по-близо до центъра места са с приоритет. Проектът е отложен до началото на 2000-те.

## Име
Името е избрано от народния вот, но името Мост Ада (буквално Мост на Ада) става разговорно име за моста още по време на построяването му. Нови мост (Нов мост) е често използвано неофициално име на моста. Сред другите предложени имена е Харфа (арфата), заради външния й вид. Някои от лингвистите твърдят, че единствената правилна версия може да бъде само Most preko Ade (Мост през, или над Ада), но други техни колеги казват, че тази версия също е правилна.

## Дизайн
Конкурсът за идеен проект на моста се провежда през 2004 г. Дванадесет фирми подават оферти, като спечелва проектът на словенската фирма Ponting. Проектантите на моста са архитектите Виктор Маркел и Петер Габриелчич. Победителят в концептуалния проект е единодушно избран от журито, председателствано от Никола Хайдин, президент на Сръбската академия на науките и изкуствата и архитект на Новия железопътен мост. Белградската асоциация на архитектите също одобрява проекта, оценявайки го като съвременен и подходящ за бъдещия силует на Белград. Дизайнът е отличен с първа награда от журито на Хайдин през 2005 г. и е официално избран през 2006 г.
Мостът е вантова конструкция с единичен пилон. Основата на пилона е кръгла диафрагмена стена със 113 пробити пилота. Основният участък е изграден от 8600 тона мостова строителна стомана (клас S355J2+N), поддържана от 80 въжета и се уравновесява от пост-напрегнат стоманобетонен заден участък от 200 m. Подходът към Нови Белград е конструиран като 388-метров пост-напрегнат страничен участък от стоманобетон като непрекъсната гредова кутия с подобна подредба на палубата като задния участък. Компонентите на палубата са произведени в Китай и доставени в транспортируеми единици по морски и речен маршрут през Ротердам през канала Рейн – Майн – Дунав до двора за предварително сглобяване до строителната площадка в Мала Циганлия в Белград. Опорните кабели, използвани за поддържане на палубата на моста, имат максимална дължина от приблизително 373 m и общо 1280 тона висококачествена стомана се използват за 80 кабела с до 91 нишки.
Мостът е проектиран да намали значително трафика, преминаващ през центъра на града, до 40%, и по-стария мост Газела. Движението по моста се предвижда да достигне 12 000 автомобила на час. Има също така възможност да се използва за бъдещите линии на белградското метро. Предвижда се също да бъде част от бъдещия полуоколовръстен път на Белград. Той ще има три пътни ленти и трамвайна (лека железопътна) линия във всяка посока.

## Строителство

### Мост
Според първоначалните, „най-оптимистични“ планове, мостът трябва да е завършен през 2008 г. Но строежът започва през годината. През декември 2008 г. започват основните работи по десния бряг на Сава, когато са тестовите стълбове за първия стълб от общо седемте. Крайният срок е 40 месеца, а прогнозната стойност е 118 милиона евро. Скоро става ясно, че цената ще бъде по-висока, докато проблемите се показват на място. Няколко конструктори фалират и се оказва, че срокът може да се удължи доста. Въпреки това строителството продължава по план и двете страни на моста са свързани през август 2011 г. По-късно същата година строителството приключва и мостът е отворен за обществено движение на 1 януари 2012 г. в 00:00 ч., когато се събират тълпи от граждани и туристи, пресичайки го.
Дизайнът предвижда подобният на решетка конус да бъде поставен на върха на пилона, но от септември 2018 г. изглежда, че идеята е напълно отхвърлена. През май 2012 г. е направен опит за поставяне на конуса, носен от хеликоптер, но поради силните ветрове операцията е прекратена и отложена за друго време. След смяната на правителството през 2013 г. се твърди, че е необходима цялата нова документация, за да се монтира горната част, но нищо не е направено.

### Други части на проекта
Въпреки че се използва от януари 2012 г., до декември 2017 г. официалното разрешение за експлоатация все още не е издадено за моста. През лятото на 2017 г. мостът е свързан с улица Тошин Бунар, чрез новопостроения булевард, който е кръстен на бойците в битката при Кошаре през 1999 г. Към януари 2018 г. все още има три основни строителни начинания, за да може мостът да стане напълно функционален, както е предвидено, и да изпълни предназначението си. Начинанията включват полагане на трамвайни релси, изграждане на пътни връзки към квартал Раковица и пробиване на тунел Топчидер.
През 2016 г. градските власти обявяват, че първите трамваи ще преминат по моста през 2017 г. Но искане за търг, свързано с изграждането на трамвайните линии над моста, е разпространено от градската управа едва през декември 2016 г. и то се проваля. Той е повторен през декември 2017 г. Проектът включва 2,7 км нови коловози с двойно междурелсие, с връзки към съществуващите маршрути в Нови Белград и Баново Бърдо. Крайният срок за търга е януари 2018 г., така че трамваите трябва да заработят през 2019 г. От страна на Нови Белград връзката е направена на улица Джордж Станоевич, продължаваща над насипа и северния път за достъп до центъра на моста. От страна на Чукарица той е свързан със съществуващото трасе на границата между Баново бърдо и Раковица. Вече са обособени места за бъдещите допълнителни трамвайни спирки, точно в крайните точки на моста. Сред другите допълнителни работи, вече съществуващият повдигнат коловоз през река Топчидерка е премахнат, но стълбовете са запазени и използвани за новия коловозен мост. Подготвителните дейности започват през март 2018 г., а по-късно същия месец градът подписва договор с „Енергопроект холдинг“, който спечелва наддаването. Строителството трябва да продължи 420 дни. След едномесечно тестване движението на трамваите през моста стартира на 4 юли 2019 г. Първоначално по моста преминават две линии: № 11L (Ташмайдан-блок 45) и № 13 (Баново бърдо-блок 45). Шест месеца след откриването обаче работите по пистите продължават, докато новият търг през декември 2019 г. разкрива множество недостатъци в предишния проект, като се позовава на „неразбираеми причини“.
Изграждането на пътната връзка с Раковица включва преместване на коритото на река Топчидерка с 1 км, изграждане на нов мост през улица Пере Велимирович в квартал Канарево Бърдо на Раковица и реконструкция и разширяване на булевард „патриарх Павел“, който е определен за най-важната пътна артерия в тази част на Белград. Той е предвиден като основен транзитен коридор, който ще свързва европейския път E75 (магистрала Белград-Ниш), Нови Белград, моста Ада, улица „Патриарх Димитрий“, магистрала Ибър, Кръжни път и околовръстен път на Белград. Към януари 2018 г. графикът на този проект е неизвестен, тъй като е обявено само частично искане за търг. Дейностите по преместването на реката започват на 1 март 2018 г., а пътният мост влиза в експлоатация на 22 март 2019 г. През декември 2020 г. е обявено, че връзката ще бъде напълно установена едва през пролетта на 2022 г.
За тунел Топчидер, който директно ще свърже моста с възела на Автокоманда на европейския път E75, подробният регулационен план и идейният проект са готови, а търгът за проекта е обявен за по-късно през 2018 г. През декември 2020 г. градската администрация отново заговаря за тунела, но без никакви подробности или дати.
Мостът най-накрая получава разрешение за експлоатация през декември 2019 г., след като вече е в експлоатация в продължение на 8 години. Към август 2021 г. асансьорите на моста за пешеходци и велосипедисти все още не работят.

### Изпълнители
Строителството е възложено от Белградската публична агенция за земеустройство и е съфинансирано от град Белград, Европейската банка за възстановяване и развитие, Европейската инвестиционна банка и няколко частни финансисти.
Договорът за ръководител на проекта и инженер е възложен на Louis Berger Group. Тяхната работа е да предоставят подкрепа на град Белград във всички аспекти на управлението на проектния цикъл, включително преглед на дизайна, подготовка на строителна документация, обществени поръчки, строителен надзор и администриране на договори.
Инженерингът и строителството на моста са възложени на консорциум от три компании, Porr AG от Австрия, Slovenija ceste Tehnika от Словения и DSD Brückenbau GmbH от Германия. Консорциумът ангажира няколко подизпълнители, включително Leonhardt, Andrä und Partner от Германия, China Railway Shanhaiguan Bridge Group от Китай, Vorspann Technik от Германия, BBR от Швейцария, Минно-геоложкия факултет на Белградския университет, Eusani-Hortmanns-Zahlten Ingenieurgesellschaft от Германия, Ponting от Словения, BBV от Германия и Института Кирило Савич от Белград. Подробният проект на Северния подходен път е на Хидропроект – трафик от Белград. Подробният проект на Южния подходен път е от Център за пътища Войводина от Нови Сад, а подробният проект на улица Паштровичева е от IM Projekt от Белград.

## Противоречия
Веднага след разкриването на дизайна започват критики към проекта. Всичко за моста е неодобрено, като се започне от самото местоположение, което някои определят като грешно. Еколозите твърдят, че това ще унищожи местообитанието на малкия корморан, който зимува в големи количества на Ада Циганлия и залива Чукарица. Размерът също е осъден и мостът е етикетиран като мегаломански проект. Общият вид и цената на моста са взривени с въпроси относно дизайна (защо има 200 m висок пилон или опорите) или е обявен за ненужен като цяло.
Едва когато е отворен за движение, е обявено, че общите разходи по проекта, включително пътищата за достъп и възловите възли, ще бъдат над 400 милиона евро. Освен това е ясно, че мостът няма да работи в пълния си капацитет дълго време, тъй като много други части от проектите остават незавършени или просто на хартия.

## В популярната култура
Мостът Ада е представен в петия епизод от сезон девет на документалния телевизионен сериал на „Дискавъри Ченъл“ – Build It Bigger.
Мостът става един от символите на Белград. Става „задължителен“ в музикалните клипове, телевизионните сериали или филмите, заснети в Белград. Той е заснет в множество реклами, видеокарти и фотосесии.
През февруари 2022 г. сръбската певица Теодора издава сингъл, наречен Most na Adi, на името на моста.